# The Queer Insurrection and Liberation Army
The Queer Insurrection and Liberation Army (TQILA) je queer-anarchistická vojenská jednotka, která je součástí Mezinárodních revolučních lidových geurilových sil (IRPGF).
Byla založena 24. července 2017. Jedná se o první LGBT vojenskou jednotku, která bojuje proti Islámskému státu, a zřejmě i první jednotku tohoto typu na Blízkém východě.